# Kołomje
Kołomje (ukr. Колом'є, hist. pol. Kołomla) – wieś na Ukrainie, w obwodzie chmielnickim, w rejonie sławuckim, w hromadzie Krupeć. W 2001 liczyła 551 mieszkańców, wśród których 543 wskazało jako ojczysty język ukraiński, 7 rosyjski, a 1 inny.

## Urodzeni
- Joachim Jerlicz